# Мюнксмюнстер – Гендорф (етиленопровід)
Мюнксмюнстер – Гендорф (етиленопровід) – трубопровід для транспортування етилену у німецькій федеральній землі Баварія.
З 1972 року за сімдесят кілометрів на північ від Мюнхена, у Мюнксмюнстері, ввелив в експлуатацію установку парового крекінгу, що продукувала етилен. Частина цього олефіну споживалась на місці, але ще більше спрямували до Гендорфу, розташованого неподалік кордону з Австрією за вісімдесят кілометрів на схід від баварської столиці. Тут знаходиться завод швейцарської компанії Clariant, який випускає оксид етилену та моноетиленгліколь (220 та 140 тисяч тонн на рік відповідно). Для транспортування сюди етилену у 1971-1972 роках проклали трубопровід довжиною 112 км та діаметром 250 мм.
В 2013 році до Мюнксмюнстеру вивели етиленопровід Ethylen-Pipeline Sud (EPS), який став сполучальною ланкою із західноєвропейською мережею етиленопроводів (на той час в Мюнксмюнстері вже кілька років діяла нова лінія поліетилену збільшеної потужності, яка могла споживати всю продуковану місцевим піролізним виробництвом сировину).
З іншого боку, до Гендорфу через трубопровід довжиною 8 км та діаметром 300 мм подається етилен з крекінг-установки в Бурггаузені (на самому кордоні з Австрією). Таким чином, за умови переведення ділянки Мюнкмюнстер – Гендорф у реверсний режим вона може забезпечувати бурггаузенському заводу доступ до зазначеної вище мережі етиленопроводів, що сполучає численні підприємства нафтохімії.